# KZ-Häftling
Als Konzentrationslagerhäftlinge, KZ-Häftlinge oder auch KL-Häftlinge wurden und werden von den Nationalsozialisten in den Konzentrationslagern inhaftierte Gefangene bezeichnet, für die mit wenigen Ausnahmen eine „Arbeitspflicht“ galt. Ihr überwiegender Teil war nicht aufgrund eines Gerichtsurteils oder richterlicher Anordnung einer Untersuchungshaft, sondern willkürlich nach Festnahme durch Polizei oder Parteiangehörige der NSDAP unter dem Vorwand der „Schutzhaft“ oder nach Massendeportationen in Konzentrationslagern unbefristet unter menschenunwürdigen Haftbedingungen gefangen gehalten: Dies war ein zentraler Bestandteil des Unterdrückungssystems der NS-Diktatur in Deutschland. Schon die Haftbedingungen führten durch die systematische Unterernährung und die unhygienischen Verhältnisse zum Tod tausender dieser Gefangenen. Hinzu kamen als Todesursachen schwerste körperliche Arbeiten, die vorenthaltene medizinische Betreuung nach Unfällen oder bei Krankheiten und die schweren körperlichen Misshandlungen bis hin zu Exzessmorden durch das der Schutzstaffel der NSDAP (SS) unterstellte Wachpersonal – dessen größter Teil waren Angehörige der SS-Totenkopfverbände.

## Rechtsgrundlage
Erste Grundlage für Inhaftierungen in Konzentrationslager war die unmittelbar nach dem Reichstagsbrand von Innenminister Wilhelm Frick am 28. Februar 1933 erlassene „Reichstagsbrandverordnung“.
Auf Grundlage von Artikel 48 der Weimarer Verfassung konnten und wurden somit politische Gegner ohne Anklage in gerichtlich nicht kontrollierbare Schutzhaft genommen.

## Erste Inhaftierungen

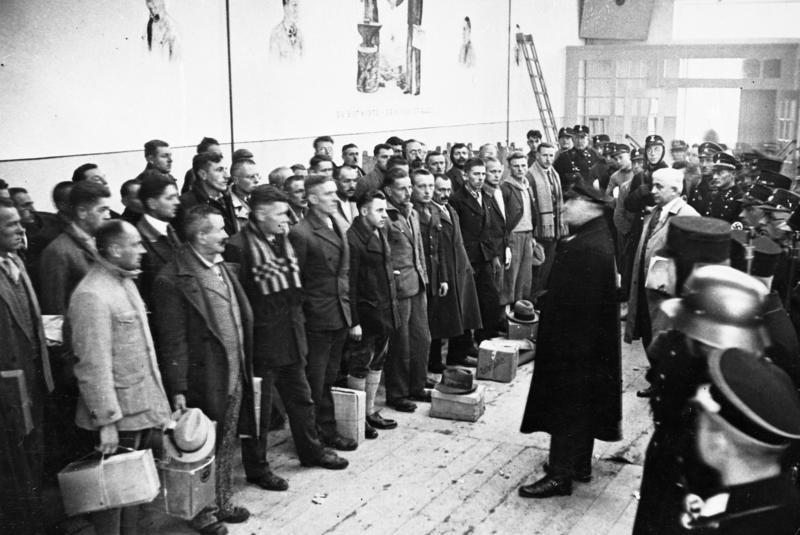
Erste Gefangene im KZ Dachau 1933

Die ersten Häftlinge waren Mitglieder der KPD, die nach dem Reichstagsbrand systematisch verhaftet und in frühe Lager oder wilde Lager verbracht wurden. Im März 1933 wurde von der Schutzstaffel (SS) und Sturmabteilung (SA) als erstes „systematisches“ Lager das KZ Dachau errichtet.

## Rechtlicher Hintergrund
Als Grund für die Vorlage der Verordnung beim Reichspräsidenten Paul von Hindenburg wurde der Schutz vor den Kommunisten – die für den Reichstagsbrand verantwortlich gemacht und als Feinde der Republik eingestuft wurden – genannt. Es konnte aber nahezu jeder in Schutzhaft genommen werden.
Die Präambel des Gesetzestextes erwähnte ausschließlich eine antikommunistische Ausrichtung. Dies sollte zum einen eine Einschränkung signalisieren, zum anderen verließ der Staat nun offenkundig seine neutrale Position und ergriff Partei in einem weltanschaulichen Kampf. Die Verordnung rechtfertigte aber in der Folge eine völlig willkürliche Verhaftungspraxis.
Ob eine Gefährdung der öffentlichen Ordnung vorlag, unterlag bei den Notverordnungen der Beweiswürdigung durch den Reichspräsidenten. Die RtBVO wurde vom Reichspräsidenten unterzeichnet und trat am selben Tag in Kraft. Die Verfassungsmäßigkeit der Verordnung wird in der Geschichtswissenschaft als belegt angesehen.
Artikel 48 der Weimarer Reichsverfassung gab bei der Anordnung und Umsetzung von Notverordnungen zwar unter anderem diesen gesetzlichen Rahmen vor:
1. Die Öffentliche Ordnung musste „erheblich“ gefährdet sein.
2. Die Wiederherstellung dieser Ordnung musste das Ziel der Verhängung des Ausnahmezustands sein.
3. Die Beschränkung von bürgerlichen Grundrechten war nur „vorübergehend“ erlaubt.

Die Anwendung allerdings – der Verordnung vom 28. Februar 1933 – entsprach in folgenden Punkten nicht den gesetzlichen Grundlagen:
1. Der Ausnahmezustand wurde durch seine „erweiterten Interpretationen“ benutzt, um die Ordnung im Sinne der Regierung und nicht der Verfassung wiederherzustellen.
2. Die Grundrechtsbeschränkungen galten „bis auf weiteres“, waren somit zeitlich unbegrenzt und wurden zum „Normalzustand“ der NS-Diktatur.

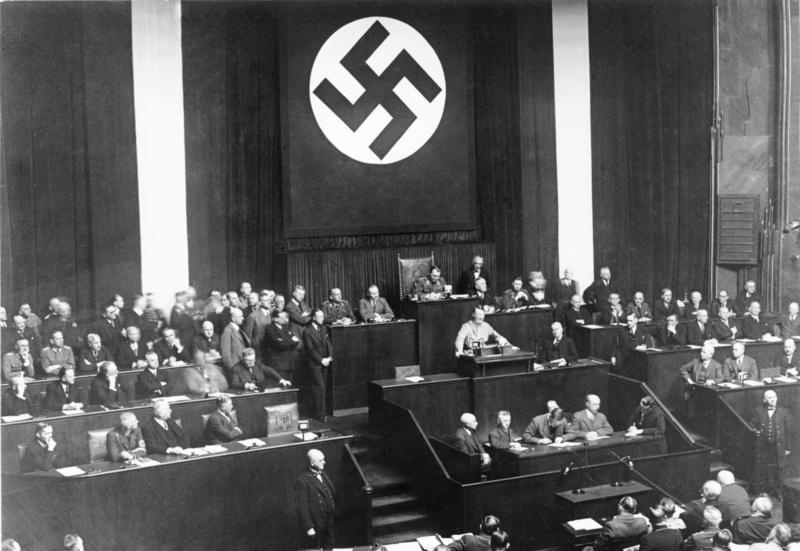
Adolf Hitler spricht zum Ermächtigungsgesetz im Reichstag

Mit der Verordnung konnte das NS-Regime seiner Herrschaft den Eindruck von Legalität in der Öffentlichkeit verleihen. Es lag aber nicht an der Formulierung „bis auf weiteres“ im § 1, in der Verordnung vom Tag nach dem Reichstagsbrand 27./28. Februar 1933, dass von Grundrechten keine Rede mehr sein konnte, sondern am Gesamtcharakter der RtBVO, die einen neuen „Normalzustand“ in der sich anbahnenden NS-Diktatur begründete. Allgemein widersprachen die Notverordnungen nicht den gesetzlichen Vorgaben der Weimarer Republik. Erst nachdem der Reichstag das Ermächtigungsgesetz vom 24. März 1933 verabschiedet hatte, konnte die Regierung mit der Lex van der Lubbe vom 29. März die rückwirkende Strafverschärfung auch ohne Mitwirkung des Reichspräsidenten durchsetzen: § 5 der RtBVO galt nun auch „für Taten, die in der Zeit zwischen dem 31. Januar und dem 28. Februar 1933 begangen sind“. Ein Bruch mit der Gesetzmäßigkeit war mit dieser Erweiterung vollzogen. Der § 5 verstieß gegen das Rückwirkungsverbot, welches bereits in der Zeit der Aufklärung als eines der grundlegenden Prinzipien eines Rechtsstaats genannt wird.

## Häftlingsgruppen

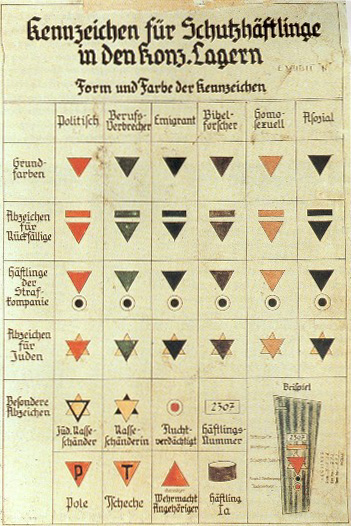
Übersicht der Kennzeichnung der Häftlinge

Seit Errichtung der ersten Konzentrationslager wurden die Häftlinge in verschiedene Gruppen eingeteilt und entsprechend gekennzeichnet. Diese hatten unmittelbaren Einfluss auf die Behandlung, Stigmatisierung wie auch Verwendung der Häftlinge.

## Verwaltung der Häftlinge
Neben der Verwaltung der Konzentrationslager durch die fünf Abteilungen der örtlichen Lager-Kommandanturen wurde ein Teil der Verwaltung auf Funktionshäftlinge übertragen.
Zweck dieser Eigenverwaltung war, Hierarchie, Konkurrenz und Arbeitsteilung auf die Lagerinsassen zu übertragen. Hierdurch sollte der Zweck des Lagers effektiv umgesetzt werden, gemäß dem Prinzip Absolute Macht ist gestaffelte Macht. Von den Gefangenen selber wurde diese Machtteilung sehr unterschiedlich umgesetzt. So nutzten wenige die Möglichkeiten, um den Terror zu mildern, andere standen den SS-Schergen in ihrer Brutalität um nichts nach. Das System wurde in Dachau von Theodor Eicke maßgeblich entwickelt und später auf alle Haupt- und Außenlager übertragen. Eicke setzte bei den von ihm durchgeführten Rekrutierungen auf absoluten Drill in Verbindung mit Gehorsam und wurde mehrheitlich durch die Häftlinge umgesetzt. Die Gefangenen waren dabei hemmungsloser Anwendung von Gewalt ausgesetzt. Gelang es der SS, diese Anwendung von Gewalt auf die Funktionshäftlinge zu übertragen, konnten die „Totenkopf“-Männer sich zurückhalten und wurden entlastet. Besonders bei Arbeitseinsätzen war diese Methode effektiv, da weniger SS-Männer dabei gebunden wurden.

### Hierarchie der Funktionshäftlinge
- Der Lagerälteste war verantwortlich für die Blockältesten und bekam von der Lagerkommandantur Anweisungen, die er an die Blockältesten zu delegieren hatte.
- Der Blockälteste war für „seinen Block“ verantwortlich und hatte die Aufgabe, die vom Lagerältesten gestellten Anforderungen an die Stubenältesten weiterzugeben.
- Der Stubenälteste hatte in den Stuben (Schlafräume) für die Umsetzung der Aufgaben zu sorgen.
- Oberkapo Anführer einer Kapogruppe. In der Regel mit Befehlsgewalt im Arbeitseinsatz gegenüber den Kapos, die aber von der SS vorgegeben waren und von ihm umzusetzen waren.
- Kapo Eine Art Hilfstruppe, die Befehle vom Oberkapo bekam. Wachmannschaft im Arbeitseinsatz und beim Transport zum und vom Einsatzort dafür verantwortlich, dass die KZ-Häftlinge zu den Arbeitsstätten gebracht wurden.

## Sonder- und Sippenhäftlinge

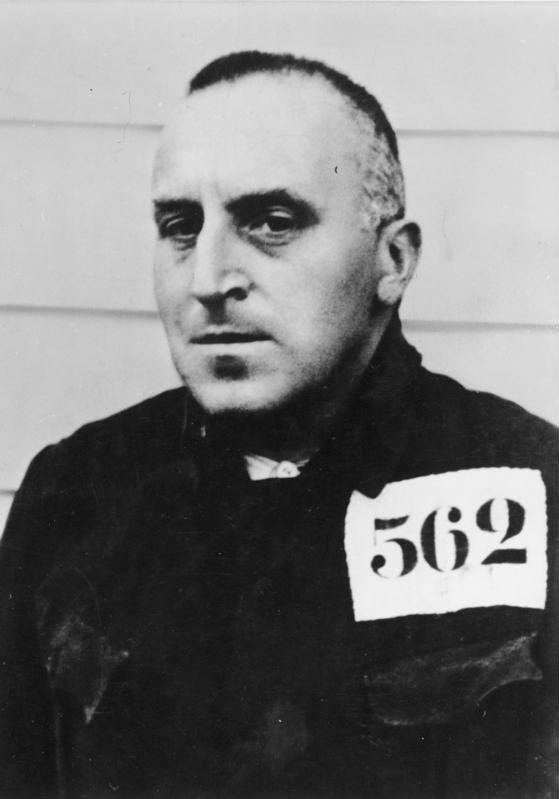
Carl von Ossietzky in KZ-Haft in Esterwegen (1934)

### Sippenhäftlinge

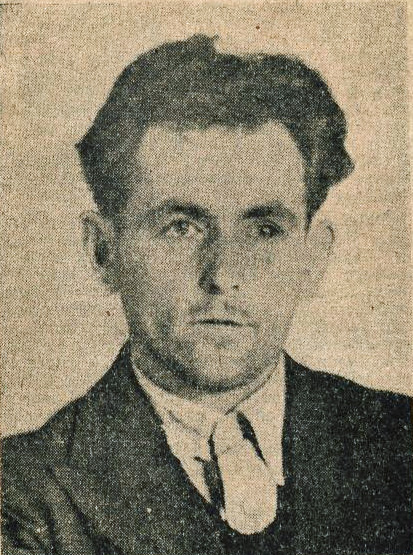
Hitler-Attentäter Georg Elser

Als Sippenhäftlinge bezeichnet man Gefangene, die nicht direkt wegen ihres Handelns, ihrer Herkunft oder Religion verhaftet wurden, sondern weil Verwandte in Ungnade des Regimes gefallen waren. Prominentestes Beispiel war die Familie des Hitler-Attentäters Claus Graf Schenk von Stauffenberg oder auch anderen Widerstandskämpfern.

### Sonderhäftlinge
Sonderhäftlinge waren Gefangene mit einem besonderen Status, der sich entweder durch eine besondere Tat, wie z. B. dem Hitler-Attentat von Georg Elser oder durch besondere Prominenz wie z. B. Politiker der Weimarer Republik, ehemalige Angehörige der Wehrmacht sowie Politiker und ausländische Militärangehörige manifestierte.

### Behandlung und Unterbringung
Sippen- wie auch Sonderhäftlinge wurden zum Teil anders behandelt als normale Häftlinge. So kam es sowohl zu besonders grausamem Terror gegen Häftlinge wie z. B. Carl von Ossietzky als auch zu Vorzugsbehandlungen, besonders bei prominenten Häftlingen aus dem Ausland. So wurden diese z. B. aus der Kantine der SS-Mannschaften versorgt oder nicht zur Zwangsarbeit herangezogen. Viele als Widerständler Eingestufte wurden strikt von anderen Gefangenen isoliert.

Rund 130 prominente Gefangene wurden im KZ Dachau untergebracht. So z. B. der ehemalige Reichswirtschaftsminister Hjalmar Schacht, der Großindustrielle und Finanzier der NSDAP Fritz Thyssen oder der ehemalige Chef des Generalstabes, Generaloberst Franz Halder.

### Evakuierung der Sippen- und Sonderhäftlinge
Am 24. April 1945 wurde das KZ Dachau „evakuiert“. Damit mussten auch die Sonderhäftlinge verlegt werden. Unter der Leitung von SS-Obersturmführer Edgar Stiller wurden diese in Begleitung von einigen Dutzend SS- und SD-Bewachern mit Bussen und LKW nach Südtirol gebracht. Dort konnte ein von Captain Sigismund Payne Best und Bogislaw von Bonin geführtes Häftlingskomitee die Bewacher am 30. April 1945 zum Aufgeben überreden.